# Errol Fuller

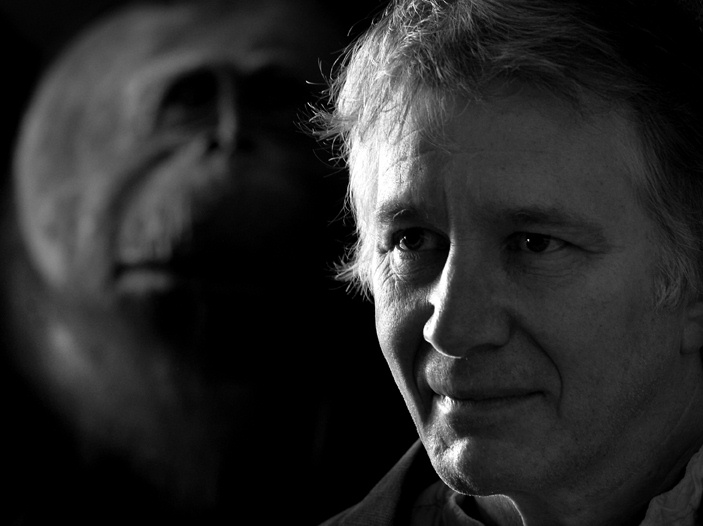
Errol Fuller

Errol Fuller (* 19. Juni 1947 in London) ist ein britischer Autor und Zeichner, der sich vor allem mit ausgestorbenen Tierarten beschäftigt.

## Leben und Wirken
Fuller ist der Sohn von Errol Fuller senior, der 1921 in Kalkutta, Indien geboren wurde und 1986 in London verstarb. Er wuchs in Süd-London auf und ging auf die Addey and Stanhope School.
1987 erschien beim Verlag Penguin Books Fullers erstes Werk Extinct Birds, eine Fortschreibung von Walter Rothschilds 1907 erschienenem gleichnamigen Buch. Miriam Rothschild verfasste dazu das Vorwort und im Jahr 2000 erschien bei Oxford University Press eine zweite überarbeitete Auflage. 1990 wurde in Zusammenarbeit mit dem neuseeländischen Zeichner Ray Ching das Buch Kiwis veröffentlicht. 1995 folgte das Werk The Lost Birds of Paradise über Paradiesvögel und deren Hybride. 1999 erschien das Buch The Great Auk über den Riesenalk und im Jahr 2002 Dodo – From Extinction to Icon. Im selben Jahr verfasste Fuller für den siebten Band Jacamars to Woodpeckers des Handbook of the Birds of the World ein einleitendes Essay über neuzeitlich ausgestorbene Vogelarten. 2004 wurde der Katalog Lost Worlds. National Council for Culture, Arts and Heritage, Doha, Qatar in den zwei Sprachen Englisch und Arabisch veröffentlicht. 2010 erschien ein Buch über den Kupferstecher Hedley Fitton (1857–1929).
Auch für das britische Fernsehen stellte sich Fuller als Experte zur Verfügung. So drehte er 2001 mit Julian Pender Hume die Riesenalk-Folge aus der Serie Extinct. 2007 folgte ebenfalls mit Hume und Edward O. Wilson die Dokumentation The Dodo’s Guide to Surviving Extinction und im Jahr 2010 wirkte er in einer Folge der BBC-Reihe The One Show mit.

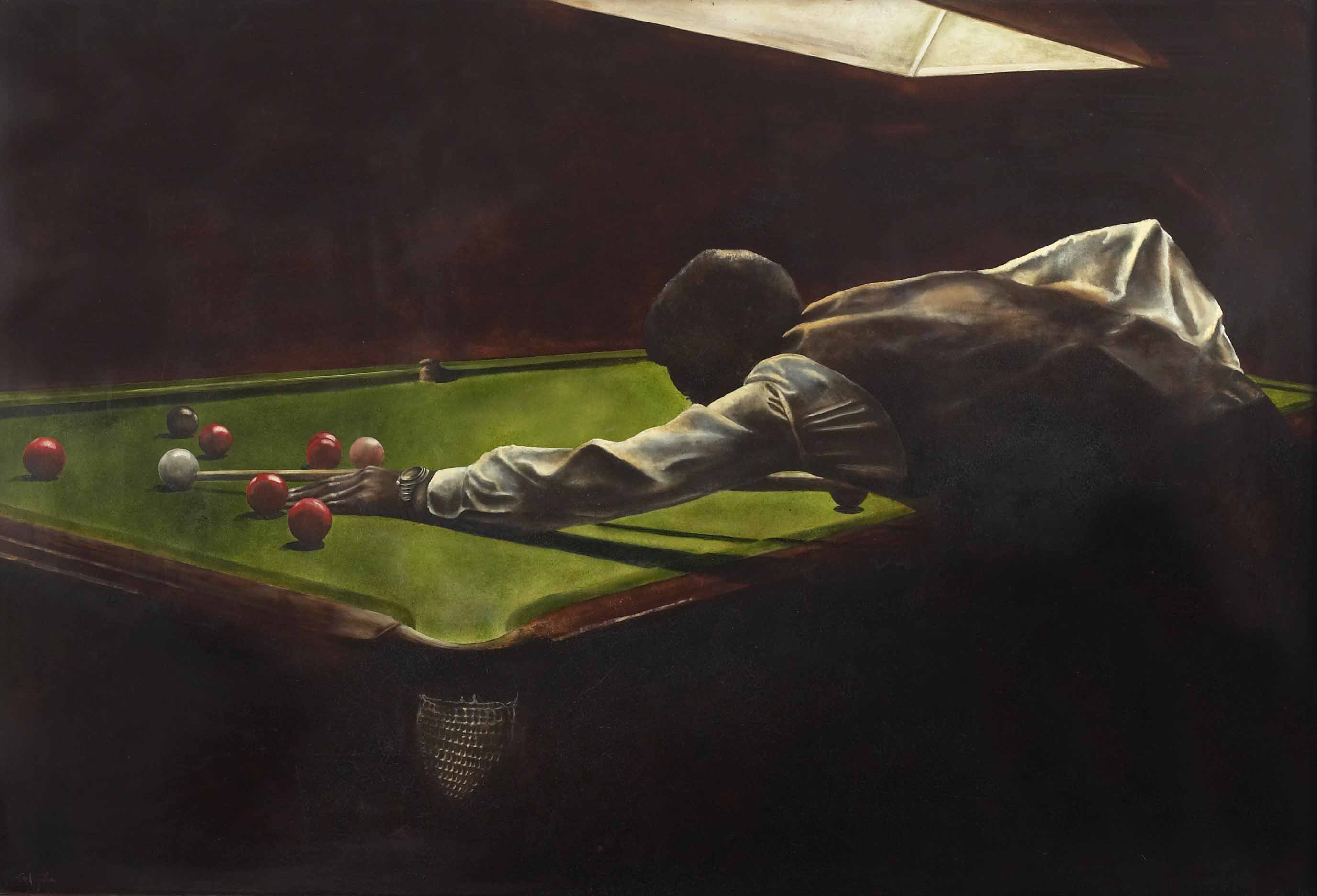
John the Revelator. Porträt eines Snooker-Spielers von Errol Fuller

Bei seinen eigenen Zeichnungen widmet sich Fuller häufig Sportereignissen, insbesondere Boxen und Snooker.

## Werke

### Bücher
- Errol Fuller: Extinct Birds. Penguin Books, 1987, ISBN 0-670-81787-2.
- Errol Fuller: Kiwis. Seto Publishing Auckland, 1990, ISBN 0-908697-49-X.
- Errol Fuller: The Lost Birds of Paradise. 1995, Swan Hill Press, ISBN 1-85310-566-X.
- Errol Fuller: The Great Auk. 1999, ISBN 0-9533553-0-6.
- Errol Fuller: Extinct Birds Oxford University Press, 2000, ISBN 0-19-850837-9.
- Errol Fuller: Dodo – From Extinction To Icon. HarperCollins, 2002, ISBN 0-00-714572-1.
- Errol Fuller: The Dodo: Extinction in Paradise Bunker Hill Publ, 2003, ISBN 1-59373-002-0.
- Errol Fuller: The Great Auk – The Extinction of the Original Penguin Bunker Hill Publ, 2003, ISBN 1-59373-003-9.
- Errol Fuller: Mammoths: Giants of the Ice Age Bunker Hill Publ, 2004, ISBN 1-59373-018-7.
- Errol Fuller: Lost Worlds. National Council for Culture, Arts and Heritage, Doha, Qatar 2004, ISBN 99921-58-29-8.
- Errol Fuller: Dana Quarry and its Dinosaurs. Dinosauria International, 2009, ISBN 978-0-9533553-3-4.
- Errol Fuller: Hedley Fitton - The Accent of Truth. Southern Cross the Dog Publishing, 2010.
- Errol Fuller: Drawn From Paradise: The Discovery, Art and Natural History of the Birds of Paradise. 2012, (mit Sir David Attenborough).
- Errol Fuller: Lost Animals: Extinction and the Photographic Record, Bloomsbury Natural History, 2013, ISBN 978-1408172155.
- Errol Fuller: Voodoo Salon, Summers Place Auctions, Billingshurst., Sussex, 2014, ISBN 978-0-9533553-4-1.
- Errol Fuller: The Passenger Pigeon, University Press Group Ltd, 2014, ISBN 978-0691162959.
- Errol Fuller: Elephant, Princeton University Press, 2019, ISBN 978-0691191324.

### Sonstiges
- Vorwort Extinct Birds In: J. Hoyo, A. Elliott (Hrsg.): Handbook of the Birds of the World. Volume 7: Jacamars to Woodpeckers. Lynx Editions, Barcelona 2002, ISBN 84-87334-37-7, S. 11–68

### Magazinartikel
- Errol Fuller: Voyage of a Painter. In: Natural History. New York, April 1998, S. 12–14.

### Filmografie
- Extinct Episode 4: The Great Auk, 2001 (auf Channel 4) (deutsch: Die geheimnisvolle Welt der Urzeittiere, 2009 (auf Super RTL))